# Brahmapuri
Brahmapuri é uma cidade  no distrito de Chandrapur, no estado indiano de Maharashtra.

## Geografia
Brahmapuri está localizada a 17° 33′ N, 75° 34′ L. Tem uma altitude média de 448 metros (1469 pés).

## Demografia
Segundo o censo de 2001, Brahmapuri tinha uma população de 31.200 habitantes. Os indivíduos do sexo masculino constituem 51% da população e os do sexo feminino 49%. Brahmapuri tem uma taxa de literacia de 76%, superior à média nacional de 59,5%; a literacia no sexo masculino é de 82% e no sexo feminino é de 69%. 12% da população está abaixo dos 6 anos de idade.